# Bene succedaneo
I beni succedanei o beni surrogati sono beni che i soggetti economici possono utilizzare alternativamente per soddisfare lo stesso bisogno. Si tratta di beni che, pur avendo alcune caratteristiche diverse, appagano la stessa necessità. Si differenziano in base alla quantità di caratteristiche e qualità comuni e alla capacità di risolvere il bisogno in base alle preferenze personali, a differenze di valore economico, di resa,a un uso specifico e particolare che ne alteri l'equivalenza, e ad altre caratteristiche vantaggiose.

## Descrizione
La maggiore o minore corrispondenza nella capacità di sostituirsi reciprocamente viene riassunta in una formula chiamata "retta o curva di indifferenza" a seconda che il rapporto sia costante o variabile.

Alcuni esempi in base all'aumento della curva:
- Due panetti di burro di marche diverse , ma uguali per composizione, peso e prezzo, sono "succedanei perfetti".

- Burro salato o burro naturale sono succedanei in base al gusto alimentare personale.

- Burro e margarina sono beni succedanei sottoposti al vaglio e a scelte plurime e composite: in base alla qualità (a favore del burro) / prezzo (a favore della margarina), alla preferenza della composizione animale o vegetale o alle proprietà organolettiche. Questo genere viene definito "succedaneo imperfetto" in quanto non produrrà lo stesso grado di soddisfazione o avverrà su parametri differenti e un diverso bilanciamento di criteri e priorità di scelta.

Altro esempio di succedaneo imperfetto è fra olio di oliva e olio di semi. A parità di origine vegetale, il differenziale sul dato qualitativo e organolettico appare nettamente in favore dell'olio di oliva, compensato dall'olio di semi esclusivamente grazie alla convenienza economica basata sul risparmio di prezzo. Lo stesso rapporto vale fra due vini rossi, uno indicato come VQPRD e sottoposto a un rigido protocollare di qualità e un altro indicato come da tavola e imbottigliato nel tetra pack.
Altri beni sostituti sono il treno e l'autobus (se aventi gli stessi itinerari), il vino rosso o bianco, lo zucchero e la saccarina, la Specialità medicinale e il farmaco generico.
La preferenza per l'uno o l'altro dei vari beni succedanei e la oscillazione del differenziale dei rispettivi prezzi, sono alla base delle regole della concorrenza e del marketing e possono essere determinati oltre che dalla sola libera e ponderata scelta, anche da precise volontà di mercato che in base a mirate strategie o necessità commerciali possono favorire o alterare la maggiore appetibilità dell'uno sull'altro per l'acquirente o utilizzatore finale, indotto da numerosi fattori quali il prezzo e la presenza di sconti ed offerte (es: il primo prezzo), la marca, l'imballaggio, lo shelf marketing (il posizionamento nelle scaffalature), la pubblicità, la reperibilità, la ampiezza e profondità dell'assortimento, le necessità di smaltimento e di magazzino.

## In economia
In economia, i beni succedanei sono anche detti beni sostituti.

Il termine contrario di bene succedaneo è un bene complementare. 
L'elasticità della domanda rispetto al prezzo, incrociata fra due beni, misura quanto un bene A possa essere detto sostitutivo o succedaneo del bene B (domanda del bene A rispetto prezzo del bene B, o viceversa quantità domandata del Bene B in rapporto al prezzo unitario del bene A). I due beni oggetto della misura possono essere sia prodotti che servizi.